# Gymnothorax minor
Gymnothorax minor és una espècie de peix de la família dels murènids i de l'ordre dels anguil·liformes.

## Morfologia
Els mascles poden assolir els 54,5 cm de longitud total.

## Distribució geogràfica
Es troba des del sud de Honshu (Japó) fins al sud de la Xina i Taiwan. També des d'Austràlia Occidental fins a Nova Gal·les del Sud.